# Cuora galbinifrons
La tortuga de caja indochina (Cuora galbinifrons) o  tortuga vietnamita o  tortuga de caja Flowerback es una especie de tortuga de la familia Geoemydidae. Se encuentra en China (Hainan y Guangxi), en el norte y centro de Vietnam, en Laos y, posiblemente, en el noreste de Camboya.
La tortuga del norte de Vietnam, Cuora galbinifrons galbinifrons, fue descrita por Bourret en 1939, pero tuvieron que pasar casi 40 años hasta los primeros ejemplares que importó a Europa y Estados Unidos. Esta subespecie se encuentra en el extremo sur de Guangxi, provincia de China, en el norte de Vietnam y, probablemente, en el norte de Laos y en Hainan Island (China). La población de Hainan fue una vez considerada para representar a una especie distinta (Zhao, 1975) o una subespecie (Iverson y McCord, 1992), Cuora (galbinifrons) hainanensis (Li, 1958:. Org desc Cyclemys flavomarginata hainanensis). Li, 1958 no estaba al tanto de la descripción de Bourret (1939) de C. galbinifrons y por lo tanto cree que a su juicio se trata de una subespecie de Cuora flavomarginata, la única Cuora de las especies conocidas en este momento por lo menos con algunas similitudes. Según algunos, las muestras de Hainan no siempre tienen un plastrón completamente negro (siempre en el continente C. g. galbinifrons), pero a veces en las partes más ligeras. Por otra parte, el caparazón muestra pigmentación más roja y manchas marrones. Los estudios genéticos y morfológicos creen sin embargo que es un sinónimo de C. g. galbinifrons.

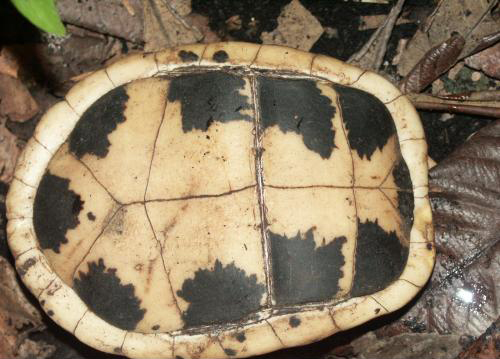
Cuora bourreti

Cuora bourreti se encuentra en el centro de Vietnam y en zonas adyacentes de Laos y, posiblemente, en el noreste de Camboya. La diferencia más notable de la especie es el patrón distinto plastral, donde sólo hay pequeñas manchas negras, a veces ninguna.
Descrita como una subespecie (Obst y Reimann, 1994) de Cuora galbinifrons, estudios genéticos (Stuart & Parham 2004) han demostrado que es muy diferente, posiblemente sea otra especie, es decir, Cuora bourreti, como es el caso de Cuora picturata (Lehr et al. 1998), una vez que también se consideró una subespecie de Cuora galbinifrons. Sin embargo, los estudios ostelógicos (Fritz et al. 2006) han demostrado que C. bourreti probablemente es una subespecie de C. galbinifrons. Esto también es corroborado por el hallazgo en las zonas de intergradación centro-norte de Vietnam, de poblaciones de híbridos de C. g. galbinifrons y Cuora bourreti (Fritz et al. 2003). El estado de Cuora picturata es incierto, aunque se trata de la variedad morfológicamente y fenotípicamente más distinta, autores como Fritz y Havas (2006) la tratan como subespecie de C. galbinifrons de nuevo. Aquí se trata como una especie separada, pero están estrechamente relacionadas.